# Roppongi Hills

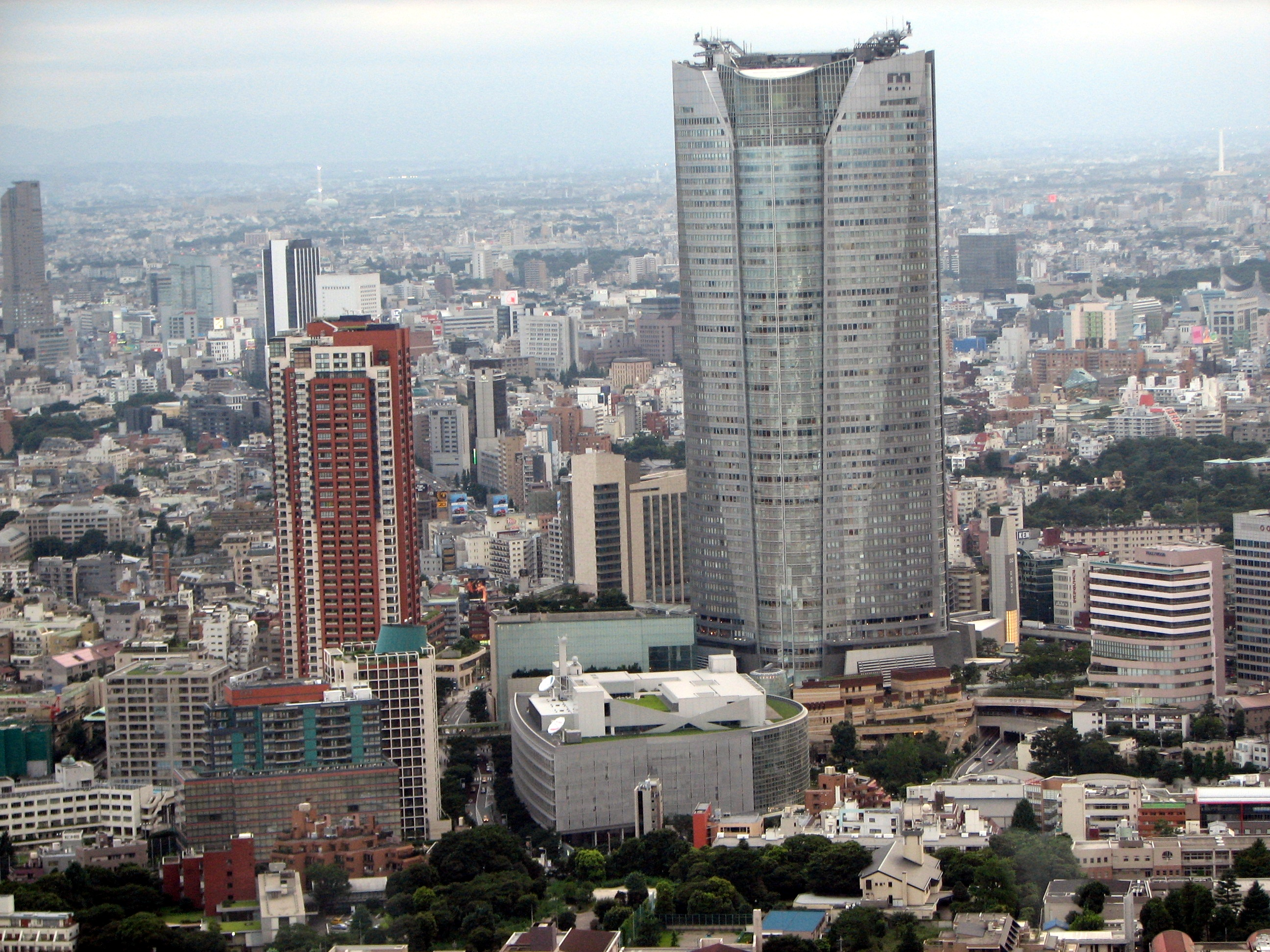
Roppongi Hills vista dalla Tokyo Tower

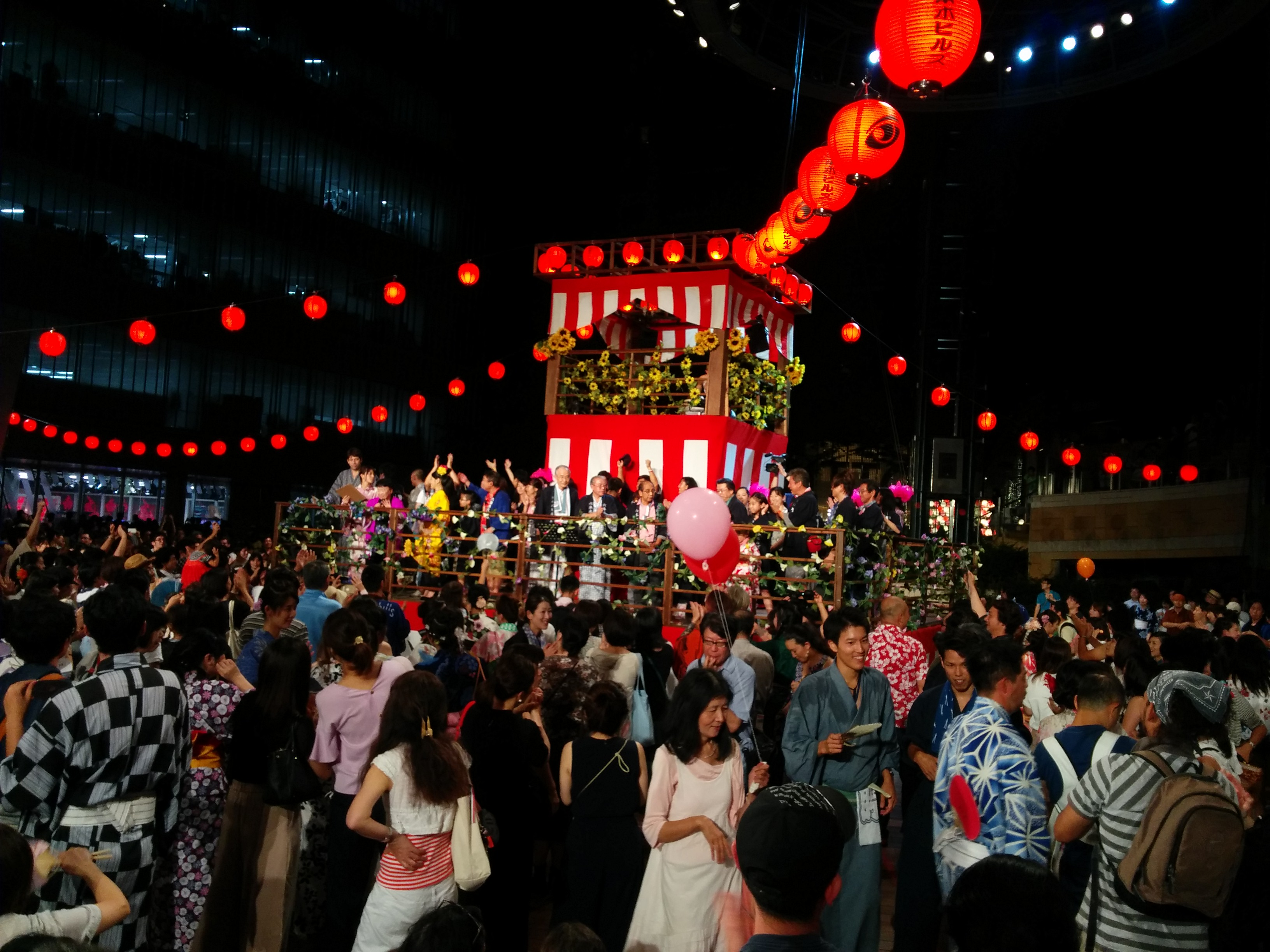
Bon Festival in Roppongi Hills

Roppongi Hills (in giapponese: 六本木ヒルズ, Roppongi Hiruzu) è uno dei più grandi complessi urbani del Giappone, ed è situato a Roppongi, quartiere di Minato, Tokyo.
Costruita per volere del magnate Minoru Mori (1934–2012), il mega-complesso comprende uffici, appartamenti, negozi, ristoranti, sale cinematografiche, parchi, un museo, un hotel, uno studio televisivo, un anfiteatro all'aperto. Al centro di quest'area sorge la Mori Tower, un edificio di 54 piani.
Il progetto di Mori, avviato nel 1986, prevedeva la costruzione di un'area urbana dove i grandi grattacieli consentissero alla gente di vivere, lavorare, divertirsi e fare acquisti in uno spazio ristretto, in modo da eliminare perdite di tempo. Secondo lui, infatti, ciò avrebbe comportato un aumento del tempo libero e della qualità della vita, della competitività del Giappone. Dopo 17 anni di lavori, il complesso fu aperto al pubblico il 23 aprile 2003.

## Costi e sviluppo
Roppongi Hills è costato oltre 4 miliardi di dollari ed occupa un'area complessiva di 109 000 m², che ha inglobato in sé più di 400 lotti acquistati da Mori in 14 anni.

### Mori Tower

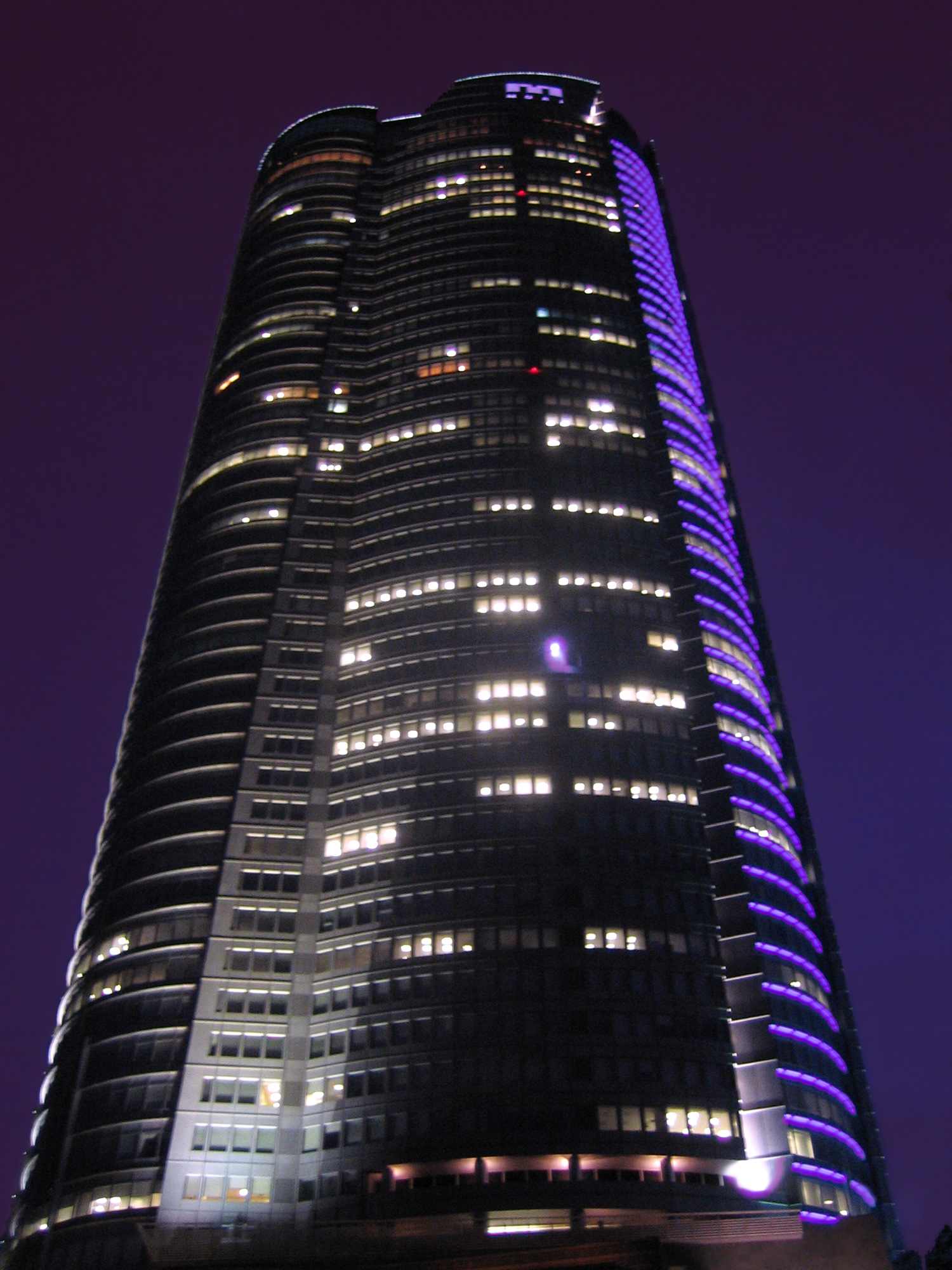
Mori Tower

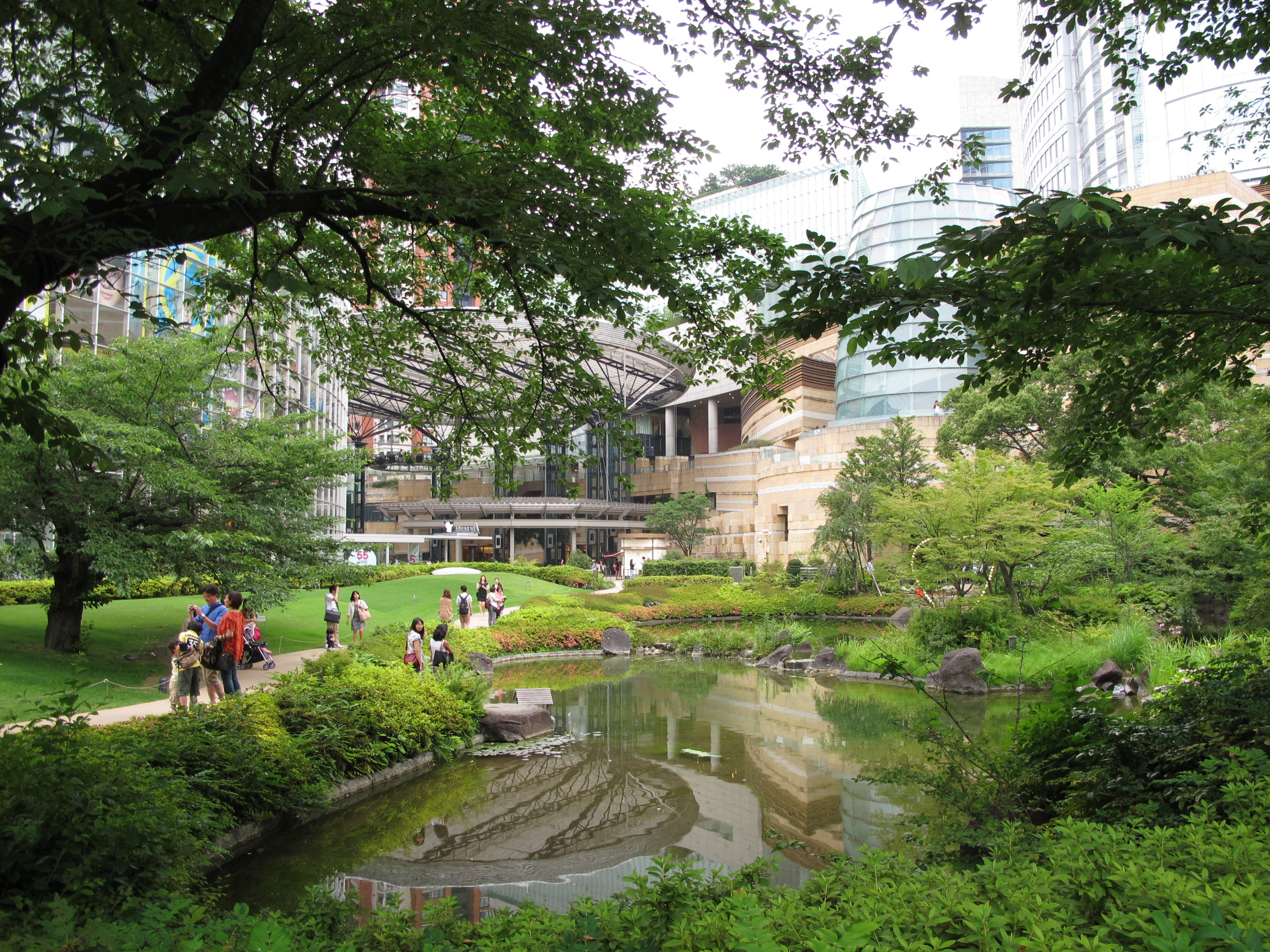
Roppongi Hills Mori garden

La Mori Tower è un grattacielo alto 238 metri, formato da 54 piani che ospitano appartamenti, un museo d'arte, un complesso cinematografico, ristoranti, caffè, negozi, gli uffici di aziende quali Goldman Sachs, Lehman Brothers, TV Asahi, J-Wave, Konami, Rakuten, Livedoor, Yahoo! Japan, e l'albergo a 5 stelle Grand Hyatt Tokyo.
I primi sei piani della Mori Tower sono occupati dai negozi e dai ristoranti. I tre piani superiori ospitano il Mori Art Museum ed il Tokyo City View, da dove è possibile ammirare una vista panoramica della città, dal 49º al 51º piano una libreria e un club aperti ai soli soci. Il resto dell'edificio è invece riservato agli uffici aziendali.

### Altri edifici
Intorno alla Torre Mori ci sono diversi edifici più piccoli occupati prevalentemente da negozi e ristoranti, un complesso cinematografico e il Mori Garden. Dietro la Mori Tower si trova la Roppongi Keyakizaka Street che ospita caffè e negozi di lusso come Louis Vuitton. Nelle vicinanze si trovano le quattro torri Roppongi Hills Residences, con un totale di 793 appartamenti residenziali lussuosi e molto costosi.
Grandi spazi aperti sono stati integrati nel design di Roppongi Hills. Circa la metà dell'area è costituita da giardini, padiglioni e altri spazi aperti. Il Mori Garden, un elaborato e autentico giardino giapponese completo di laghetto e alberi è particolarmente popolare. Il Mori Garden fa parte di una dimora perduta che ospitava membri del clan feudale Mohri.
A Roppongi Hills, la mostra degli United Buddy Bears è stata presentata per la prima volta nel 2005 in Giappone. La mostra è stata aperta dal Presidente della Repubblica Federale Tedesca, Horst Köhler, insieme al Primo Ministro del Giappone, Junichiro Koizumi. Secondo il gruppo Mori, partner del progetto a Tokyo, sono stati in grado di contare tre milioni di visitatori nelle sei settimane della mostra.
La American School nel Centro di apprendimento precoce del Giappone è ospitata in un edificio vicino alle colline, la residenza Roppongi Sakura-zaka. Un parco giochi adiacente al complesso, vicino alla scuola, è noto in inglese come Robot Park e dispone di varie attrezzature da gioco a tema robot.